# Robert Mirtsch
Robert Mirtsch (vor 1870 – nach 1906) war ein Opernsänger (Bariton) und -regisseur.

## Leben
Mirtsch begann 1887 seine Bühnenlaufbahn am Carl-Schultze-Theater, wo er bis 1891 wirkte. Dann kam er nach Elbing (1892), Lodz (1893–1894), Teplitz (1895), Bern (1896), Münchner Volkstheater (1897), Sondershausen (1898) und trat 1899 in den Verband des Hoftheaters Neustrelitz.
Mirtsch galt als guter Baritonist und es wurde seine vorzügliche Vortragsweise ebenso wie sein vortreffliches Spiel hervorgehoben: „Fliegender Holländer“, „Telramund“, „Rigoletto“, „Don Carlos“ (Ernani), „Werner“ (Trompeter von Säckingen) gehören zu seinen gerne gehörten Hauptpartien.
1906 wurde er Opernregisseur in Neustrelitz.
Sein Lebensweg nach 1906 ist unbekannt.